# Hiezu
Hiezu (日吉津村, Hiezu-son) est un village situé dans le district de Saihaku, dans la préfecture de Tottori, au Japon.

## Géographie

### Démographie
Au 1er avril 2014, la population de Hiezu s'élevait à 3 473 habitants.